# Мубарак-шах (Чагатайський хан)
Мубарак-шах (*д/н — 1266) — 4-й хан Чагатайського улусу в 1252—1260, 1266 роках.

## Життєпис
Походив з династії Чингізидів. Був правнуком Чаґатая, хранителя Великої Яси і сином Кара-Хулегу, хана Чагатайського улусу. Його матір'ю була Орхана. На момент смерті (1252 рік) Мубарак-шах був досить молодим, тому владу перебрала його мати. Останню 1260 року було повалено Алгу, що одружився з Орхані-хатун. Виховувався мусульманами, тому невдовзі перейшов до ісламу, ставши першим Чагатаїдом-мусульманином.
У 1266 році після смерті Алгу за підтримки матері Мубарак-шах стає ханом Чагатайського улусу. При цьому намагався встановити союз з великим ханом Хубілаєм. Про той підтримав Барак-хана, правнука Чагатая. Невдовзі війська мубарак-шаха перейшли на бік Барак-хана. Мубарак втік до держави Хулагуїдів.
У 1271 році з військом підтримав хайду в боротьбі проти барак-хана, проте не зміг здобути трону. Після цього відступив до Персії, де хан Абака надав під оруду мубарак-шаха монгольське плем'я караунас (на території сучасного Афганістану). У 1276 році загинув під час придушення повстання.